# Anyegin-kritika

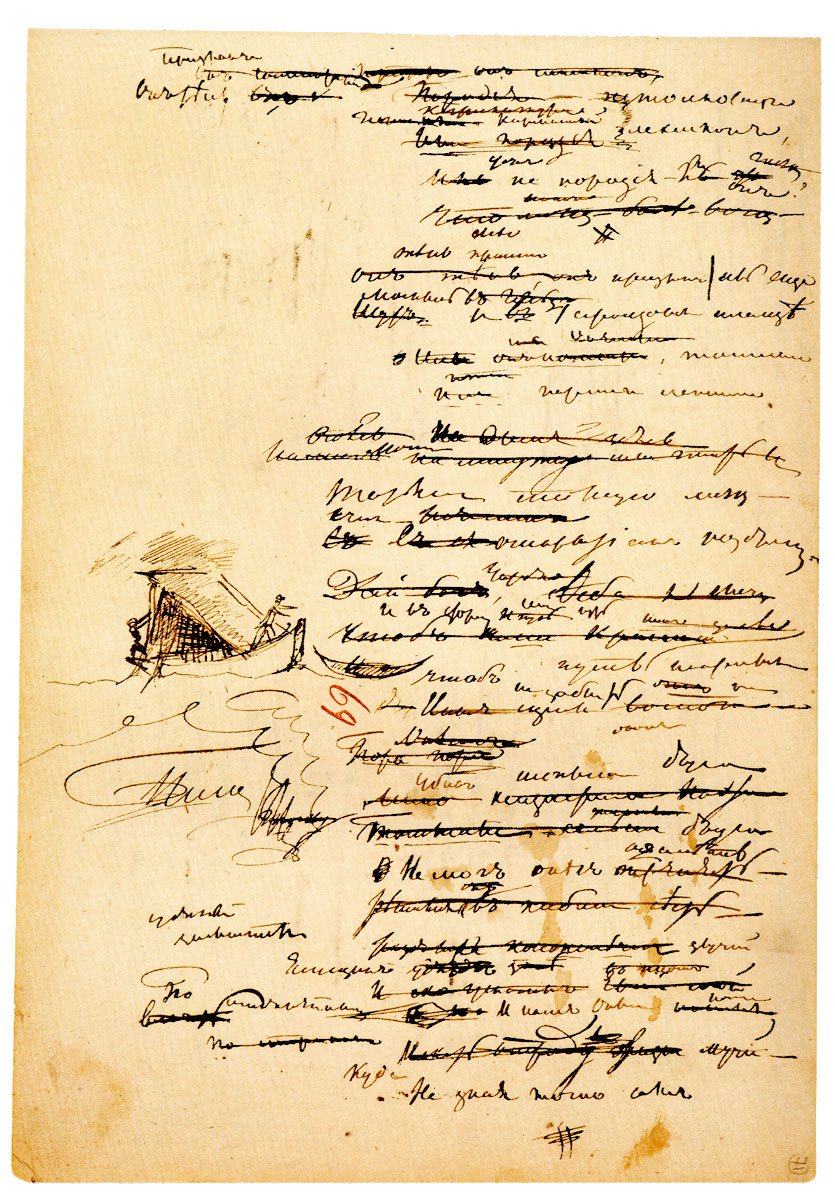
Az Anyegin kéziratának egyik oldala, 1828.

Alekszandr Szergejevics Puskin művének, az Anyeginnek számos kritikai elemzése jelent meg, melyek szakaszokra bonthatóak. A korabeli kritika jórészt pozitívan fogadta, Belinszkij realista szempontok szerint elemezte a művet, mely irányvonal később a szovjet kritikában is újjáéledt.

## Korabeli kritika
A verses regény azonnali hatását lehet vizsgálni a korabeli, 1840-ig megjelent kritikákon keresztül. Az Anyegin megjelenésekor az orosz irodalmi kritika még éppen csak első lépéseit tette, ráadásul az olvasótársadalom is átalakulófélben volt. 1825-ig jobbára csak a nemesek olvastak szépirodalmat, azon belül is leginkább költészetet, az 1820-as évektől azonban már a nagyközönség jó része számára is elérhetővé váltak a művek, és egyre nagyobb teret kezdett hódítani a próza. Puskin maga úgy vélekedett, hogy a korabeli orosz társadalomban nem létezett irodalomkritika, nem voltak professzionális,  az irodalomhoz értő kritikusok. Ennek a véleményének az Anyegin nyolcadik fejezetének előszavában is hangot adott, ezt azonban az első teljes kiadás során mellőzték.
Paul Debreczeny, a North Carolina Egyetem professzora három társadalmi csoporthoz köti a korabeli Anyegin-kritikákat: a „konzervatívokhoz”, akik szigorú formai és nyelvészeti követelmények szerint vizsgálták a művet; a romantikusokhoz, akik a romantikára jellemző elemeket keresték Puskin műveiben; valamint egy moszkvai csoporthoz, az ún. „filozófusokhoz”, akik a korabeli német filozófia alapján az orosz nemzettudatot keresték benne. Az első komoly kritika a romantikusok táborába tartozó Nyikolaj Alekszejevics Polevoj tollából származott, aki a mű méltatásában sok elemet átvett Puskin eredeti előszavából, azonban egy fontos gondolatot is felvetett, miszerint az Anyegin nem francia vagy angol művek (Byron) másolata, hanem az oroszságra jellemző, az orosz tudatot közvetíti – ez a nemzeti irodalmat támogató romantikusok számára rendkívül pozitív tulajdonsága volt a műnek. A legtöbb kritika felületes volt, néhányan megjegyezték a történet valószerűtlenségét (hogy Tatjana első látásra beleszeret Jevgenyijbe), mások a Tatjana álmát leíró fejezetben szereplő neologizmusok miatt marasztalták el. Ettől függetlenül az első néhány fejezetet lelkesen és ovációval fogadta mind a közönség, mind a kritika. A hetedik fejezetet jórészt negatív kritika fogadta, volt olyan publicista, aki egyenesen unalmasnak minősítette. A legnagyobb csapás Puskin számára Faddej Bulgarin kritikája volt, aki „teljes bukásnak” ítélte a hetedik fejezetet. Bulgarin kritikájában szerepet játszhatott az is, hogy korábban megjelent egy Puskinnak tulajdonított negatív kritika az ő egyik művéről. John Clayton szerint a hetedik fejezet negatív fogadtatásában szerepet játszhatott az is, hogy időközben változott az olvasóközönség ízlése is. Összességében véve a költő életében és halála utáni tíz évben megjelenő kritikák leginkább az Anyegin eredetiségével, a címszereplő karakterével, a műfaj meghatározásának problematikájával (regény vagy lazán összefűzött történetek), Tatjana nagyszerűségével és a verseléssel foglalkoztak.

## Belinszkij és kortársai

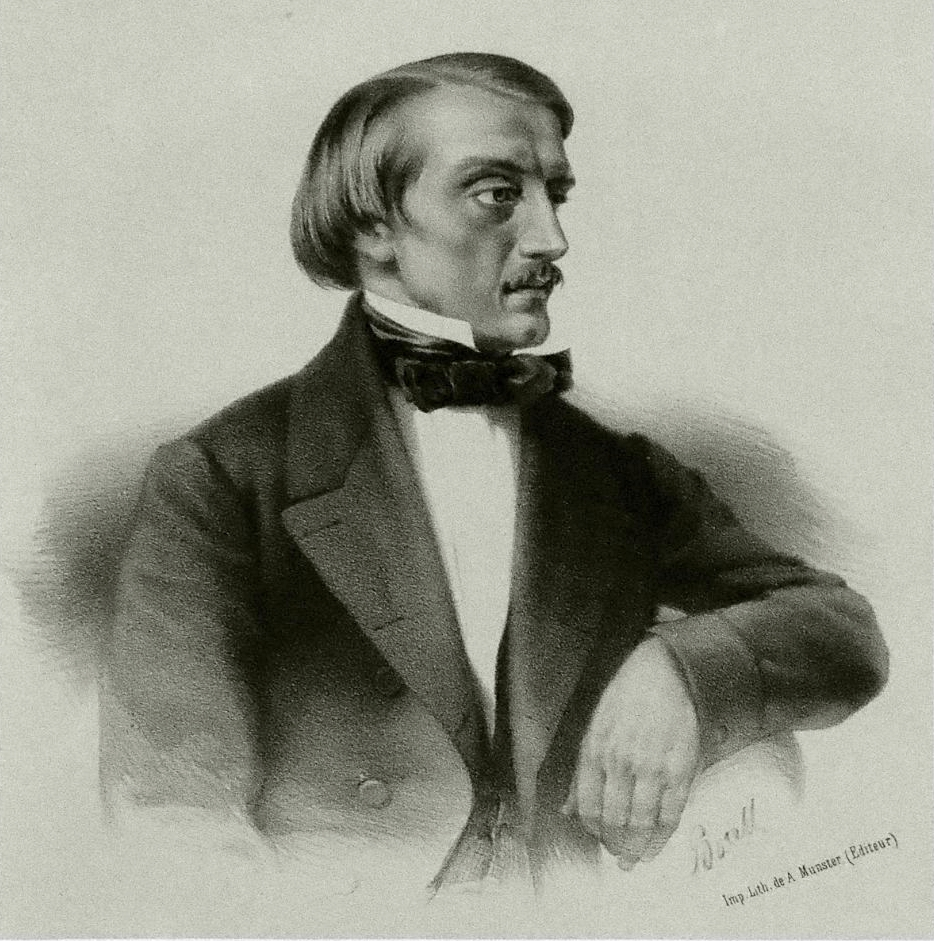
Belinszkij, Puskin első igazi kritikusa

Az első igazi, komoly és mélyre ható kritikát az Anyeginről – és általában Puskinról – Visszarion Belinszkij írta, 1843 és 1846 között, mely megalapozta a későbbi Puskin-kritikák tradícióját, és valóságos legendává emelte a korábban is kiemelten kedvelt Puskint. Belinszkij hosszú oldalakon keresztül elemzi az Anyegint az orosz társadalom szempontjából, illetve az orosz társadalmat az Anyegin szemszögéből. Véleménye szerint az embert ugyan a természet szüli, de a társadalom neveli és alakítja, és a társadalom elől nem lehet elmenekülni. Ennek a determinizmusnak a fényében vizsgálja az Anyegin szereplőinek jellemét is. Belinszkij szerint a nemzetiség, nemzettudat (narodnoszty) fogalma nem a népművészetet, a népi motívumokat jelenti, hanem azt, hogy az író képes megérteni és megjeleníteni a nemzetre jellemző egyéni gondolkodásmódot, és a nemzeti valóságot ábrázolni – és Puskinnak pontosan ezt sikerült elérnie az Anyeginben, így az „orosz élet enciklopédiájává” vált. Mindazonáltal Belinszkij nem verses regényként, hanem realista prózai műként elemzi az Anyegint, mintha Puskinnak egyedüli célja lett volna az orosz élet realisztikus bemutatása; Belinszkij figyelmen kívül hagyja a mű más jellegzetes tulajdonságait. Belinszkij Tatjana és Jevgenyij karakterét is elemzi, egyformán fontosnak tartja mindkettőt. Szerinte Jevgenyij nem az a hideg szívű egoista, akinek más kritikusok vélik, hanem egy szenvedő egoista, aki a társadalom áldozata, a társadalom desztinálta ilyennek. Véleménye szerint Tatjana tipikus orosz nő, akit akarata ellenére férjhez adnak, s aki az irodalomba menekül. Belinszkij úttörő módon elemezte Tatjana jellemfejlődését is, rámutatva, hogy Tatjana csupán olvasmányaiból építette fel azt az Anyegint, akibe beleszeretett, és csupán akkor érti meg a férfi igazi valóját, amikor beleolvas annak jegyzeteibe, ez észhez téríti, és rákényszeríti, hogy a társadalom valóságában éljen. Tatjana társadalmi kötelezettsége, mások véleményétől való félelmei miatt utasítja vissza Jevgenyijt, Clayton szerint azonban Belinszkij nem vette figyelembe, hogy Tatjana valójában azért utasította vissza a férfit, mert már nem tudott hinni a boldog beteljesülésben, nem tudott bízni Jevgenyij érzelmeinek őszinteségében.
A Belinszkijt követő kritikák jórészt két iskolához köthetőek, az egyik, Druzsinyin, Katkov és Grigorjev képviseletében Puskint, mint költőgéniuszt értelmezte, míg a másik, Csernisevszkij, Dobroljubov és Piszarev társasága, az író, mint társadalomkritikus szerepét helyezte előtérbe. Katkov szerint a műből hiányzik a koherencia, az összetartó erő, képek és vázlatok kuszasága, melyet a narráció fűz gyenge lánccá. Dobroljubov szerint Puskin megalkotta ugyan a követendő, tökéletes költészetet formailag, a tartalom azonban hiányzik belőle. 1865-ben Piszarev megjelentette saját Anyegin-kritikáját, melyben nemcsak a művet, de Belinszkij értelmezését is támadta, hiányolta az Anyeginből a didaktikát és a társadalomkritikát, szerinte Jevgenyij világfájdalmának egyetlen oka, hogy jómódúságában nem tudja, mihez kezdjen. Piszarev más hőst képzelne el, olyat, aki morális fölénybe tud kerülni a társadalommal szemben, aki kiáll önmagáért és értelmes életet él. Clayton szerint Piszarev elkövette ugyanazt a hibát, amit Belinszkij is: lélektani, realista regényként kezelte a művet.
Az 1880-as és 90-es években valóságos Puskin-mítosz bontakozott ki, az 1899-es évforduló alkalmából több, a költőt és műveit dicsérő írás látott napvilágot.

## Szovjet kritika
Az 1917-es forradalom utáni években az irodalomkritikusokat jórészt az foglalkoztatta, hogyan helyezzék el Puskint az új rendszerben, ideológiában. A futuristák például elavultnak minősítették, akit „le kell dobni a modern idők gőzhajójáról”. Sklovszkij, a szöveg, a verselés, a szókincs és más aspektusok elemzése során felveti a kérdést, hogy Puskin valójában nem paródiának szánta-e művét, és Laurence Sterne Tristam Shandy-jéhez hasonlítja. Sklovszkij szerint az Anyegin nem egy újfajta orosz verselés kezdetét jelentette, hanem éppen ellenkezőleg: Puskin átmenetét jelzi a líra műfajából a prózába, és a klasszikus orosz verselés egyik utolsó példája. Fontos állomás volt az Anyegin-kritika történetében a formalista Tinjanov 1921-es írása, mely rámutat, hogy az elődök hibásan realista regényként elemezték a művet és figyelmen kívül hagyták a lírai, költői eszközöket, azt, hogy a prózai mondanivalót Puskin lírai formában közölte, és hogy milyen kihívásokat állított ez a költő elé. A próza helyett Tinjanov a költészetet hangsúlyozza, mint mondja, Puskin hosszú éveken keresztül, részletekben adta ki művét, így nem lehetett célja a prózai mondanivaló hangsúlyozása, ezért sokkal inkább kell figyelni a „költészet verbális dinamizmusára”, semmint az események dinamizmusára.
A sztálini időszak kritikája a korszak társadalmi realizmus-iskoláinak megfelelően értelmezte a művet. Szergijevszkij szerint Puskin kritizálja a főúri osztályt, a nagy léptékű pétervári életet, és a vidéki, igazi orosz életbe menekül. A szovjet kritika szerint Puskin eltervezett egy koncepciót, ami szerint felépítette művét, ám az idő előrehaladtával a társadalom változásainak megfelelően formálta azt, példaként Tatjana változását hozzák, amit Puskin saját házasságával hoznak kapcsolatba. Politikai megfontolásokból a „nemzet költőjének” dekabrista kapcsolatait is hangsúlyozták. A szovjet Puskin-bizottság a költőt az orosz irodalmi nyelv megalkotójának, és az új orosz irodalom úttörőjének nevezte. Az 1940-es és 50-es években újraéledt a realista Belinszkij-vonal az Anyegin (és általában véve Puskin) kritikáját tekintve és főképp Jevgenyij karakterével, a pozitív vagy negatív hős problematikájával foglalkozott. Vinogradov főképp nyelvészeti (szemantika, szintaxis) szempontból vizsgálta a regényt.

## Nyugati kritika
A nyugati kritika kétféle szálon épül fel, egyrészt az orosz emigránsok, másrészt pedig a nyugati kultúrán nevelkedett, Puskint jórészt csak fordításokból ismerő nyugati kritikusok írásaiból. Bár már korábban is jelentek meg vélemények angol nyelven, az 1960-as években fordítottak a nyugati kritikusok igazán figyelmet az Anyeginre. Az első esszék ebben a témában leginkább a mű „lefordíthatatlanságára” koncentráltak, és a későbbi orosz realizmus hírnökeként tekintettek a műre. Az első igazán komoly értelmezés Richard Freeborn tollából származik, aki 1973-as, The Rise of the Russian Novel from ’Onegin'’to ’War and Peace’ című munkájában az Anyegin legnagyobb értékének Tatjana a társadalommal szemben tanúsított erkölcsi felülemelkedését tartja. Az egyik legfontosabb Anyegin-kritika John Bailey Pushkin: A Comparative Commentary című 1971-es műve, mely az európai irodalom kontextusán belül értelmezi a művet.
A puskini verses regény belső világának elemzése azt bizonyítja, hogy ez a mű potenciális, kibontatlan állapotban magában rejti az orosz regény egész további történetét.